# Жорж Брассенс

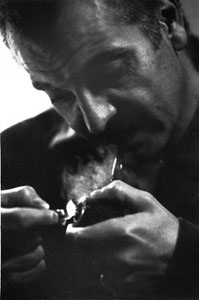
Жорж Брассенс, 1964

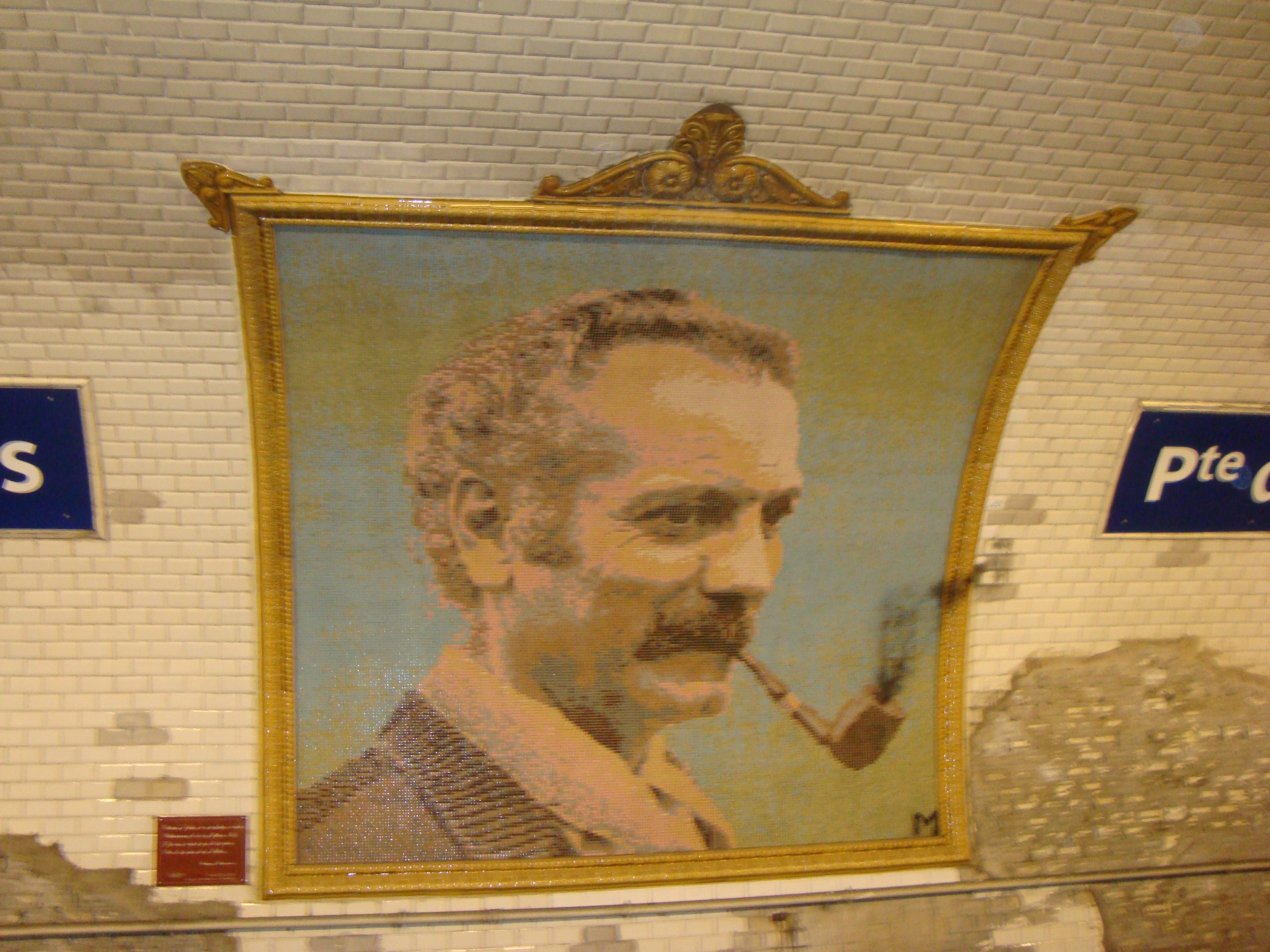
Портрет Брасанса на станції метро Порт-де-Ліля

Жорж Брассе́нс (фр. Georges Brassens, фр.: [ʒɔʁʒ bʁasɛ̃s], 22 жовтня 1921 — 29 жовтня 1981) — французький поет, автор і виконавець пісень.

## Біографія
Народився у місті Сет на середземноморському узбережжі. Змолоду виявляв особливий інтерес до поезії. У 1940 приїхав у Париж. У березні 1943 р. німецька окупаційна влада експатріювала його до Німеччини для примусових робіт. Отримавши звільнення, він дезертував з трудового табору і знайшов притулок у Жанни Ле Бонніс. У її будинку він провів багато років і присвятив їй кілька пісень («Jeanne», «La cane de Jeanne»). Знаменита «Chanson pour l'Auvergnat» — присвячена чоловікові Жанни, Марселю Планше.
У 1946 Жорж вступив у анархістську організацію. Свої ранні пісні він співав на зборах цієї організації. Для популяризації своєї творчості він знайшов естрадну співачку Паташу. Однак Паташу виявила, що деякі пісні зовсім не в'яжуться з жіночим виконанням, і наполягла, щоб Жорж виступав сам.
У 1947 Брассенс зустрів естонку за походженням Йоху Хейман, яка стала його супутницею на все життя, проте Брассенс уникав шлюбу, бажаючи бачити кохану «вічноневінчаною дружиною, своєю нареченою» (цитата з пісні «La non-demande en mariage» — «Непропозиція руки»).
З початку 1950-х Жорж активно виступає зі сцени; з 1953 у нього майже щороку виходять платівки. На концертах і студійних записах пісні виконуються під порівняно простий і аскетичний акомпанемент — звучить гітара самого Брассенса (ритм), контрабас його постійного акомпаніатора П'єра Ніколя, а також гітара-соло (цю партію виконував в основному Жоель Фавро).
1967 року Брассенс був відзначений Великою премією Французької академії за поезію.
Брассенс помер у французькому місті Сен-Желі-дю-Феск. Всупереч його поетичному заповіту він похований не «на пляжі в Сеті», а на цвинтарі дю-Пі. У Парижі його ім'ям названо парк.

## Творчість
Творча спадщина Брассенса нараховує близько 200 пісень. Більшість написані на власні вірші. Для віршів Брасана характерна природна розмовна інтонація в поєднанні з багатством лексики, рясним і дотепним обігруванням метафор, численними алюзіями, прихованими цитатами і стилізацією.
Кілька десятків пісень Брассенса склав на вірші таких французьких поетів, як Франсуа Війон, П'єр Корнель, Віктор Гюго, Луї Арагон, Поль Фор і Антуан Поль.

## Платівки (дискографія)
За життя автора (з 1953 р. по 1981 р.) було продано близько 20 млн його платівок.
- 1953: La Mauvaise Réputation
- 1954: Les Amoureux des bancs publics
- 1955: Chanson pour l'Auvergnat
- 1957: Je me suis fait tout petit
- 1958: Le Pornographe
- 1960: Le Mécréant
- 1961: Les Trompettes de la renommée
- 1964: Les Copains d'abord
- 1966: Supplique pour être enterré à la plage de Sète
- 1969: Les Oiseaux de Passage
- 1969: La Religieuse
- 1972: Fernande
- 1976: Don Juan

## Фільмографія
- 1957 : Порт-де-Ліля (Porte des Lilas) — Артист

## Нагороди
- 1954: "Grand Prix du disque" (Гран-прі диск) від Академії Шарля-Крос за пісню Le Parapluie.
- 1958: "Bravo du Music-Hall", присуджена тижневиком Music-Hall найпопулярнішому співаку року.
- 1963: Премія Вінсента Скотто, присуджена SACEM, за Les Trompettes de la fame, визнана найкращою піснею року. Міжнародна рекордна премія від Академії Шарля-Кроса за бокс-сет «Десять років Брассена».
- 1967: Велика премія від Французької академії за поезію за всі його роботи.
- 1974: Монне де Парі вручає медаль на його зображення.
- 1975: Гран-прі міста Парижа.
- 1979: Премія Французької академії звукозапису - асоціації під високим керівництвом президента Республіки, присуджена в грудні мером Парижа Жаком Шираком за альбом "Жорж Брассенс грає з Вусами та Ле Петі".
- 2012: срібна монета 10 євро із зображенням співака була опублікована у 2012 році Monnaie de Paris для колекції «Les Euros des Régions», щоб представити його рідний регіон, Лангедок-Русільон.

## Переклади
Багато співаків виконували твори на слова Жоржа Брассенса іншими мовами, зокрема Фабріціо Де Андре (італійською), Джейк Текрей (англійською), Йосі Банай (на івриті), Арсен Дедич (хорватською), Марк Фрейдкін (російською), Пако Ібан'єс, Хав'єр Крає (іспанською), Корнеліс Вресвік (шведською) тощо.